# Hake Talbot
Hake Talbot, pseudonimo di Henning Nelms (Baltimora, 30 novembre 1900 – Arlington, 23 maggio 1986), è stato uno scrittore, prestigiatore amatoriale, avvocato e docente universitario statunitense, autore di alcuni romanzi gialli.

## Biografia
Laureato in legge all'Università della Georgia e specializzato in belle arti a Yale, Nelms svolse principalmente l'attività di avvocato, ma lavorò anche nel campo dell'editoria, fu regista teatrale e insegnò nel dipartimento di drammaturgia del Middlebury College. Scrisse testi sulla drammaturgia e sull'illusionismo, oltre a romanzi polizieschi.
È noto soprattutto per il suo romanzo giallo L'orlo dell'abisso, pubblicato nel 1944, e per la sua attività di prestigiatore dilettante (fece parte della Society of American Magicians e della International Brotherhood of Magicians). Come il suo collega Clayton Rawson, applicò le tecniche dell'illusionismo al romanzo poliziesco. Il romanzo si classificò al secondo posto assoluto in una classifica per il miglior giallo di enigma della camera chiusa stilata da autori e critici dei Mystery Writers of America, dietro al celebre Le tre bare di John Dickson Carr.
La produzione letteraria poliziesca di Nelms si limitò a soli due romanzi e due racconti, uno di questi ultimi pubblicato postumo nel 1990. Secondo fonti non confermate, Nelms scrisse anche un terzo romanzo, The Affair of the Half-Witness, ma non trovò un editore disposto a pubblicarlo. Il manoscritto è attualmente considerato perduto.
Nel dopoguerra Nelms si concentrò sull'attività di prestigiatore, scrivendo il manuale Magic and Showmanship: A Handbook for Conjurers, che ebbe un discreto successo e numerose ristampe.
Morì ad Arlington, vicino a Poughkeepsie, nel 1986.

## Opere

### Romanzi
Come Hake Talbot
- 1942 Terrore nell'isola (Hangman's Handyman)
- 1944 L'orlo dell'abisso (The Rim of the Pit)

### Racconti brevi
- 1948 The High House (inedito in Italia)
- 1990 Dall'altra parte (The Other Side), pubblicato postumo

### Altri testi
Come Henning Nelms
(inediti in Italia)
- 1931 Lighting the Amateur Stage
- 1950 Play Production
- 1964 Thinking With a Pencil
- 1969 Magic and Showmanship: A Handbook for Conjurers